# Mohamed Gammoudi
Mohamed Tlili ben Abdallah Gammoudi (in arabo محمد التليلي بن عبد الله القمودي‎?; Sidi Aïch, 11 febbraio 1938) è un ex mezzofondista tunisino, campione olimpico dei 5000 metri piani ai Giochi olimpici di Città del Messico 1968.

## Record nazionali

### Seniores
- 10000 metri piani: 27'54"69 ( Monaco di Baviera, 8 agosto 1972)

## Palmarès
| Anno | Manifestazione          | Sede              | Evento        | Risultato | Prestazione | Note             |
| ---- | ----------------------- | ----------------- | ------------- | --------- | ----------- | ---------------- |
| 1963 | Giochi del Mediterraneo | Napoli            | 5000 m piani  | Oro       | 14'07"4     |                  |
| 1963 | Giochi del Mediterraneo | Napoli            | 10000 m piani | Oro       | 29'34"2     |                  |
| 1964 | Giochi olimpici         | Tokyo             | 5000 m piani  | Batteria  | 14'10"2     |                  |
| 1964 | Giochi olimpici         | Tokyo             | 10000 m piani | Argento   | 28'24"8     |                  |
| 1967 | Giochi del Mediterraneo | Tunisi            | 5000 m piani  | Oro       | 14'02"2     |                  |
| 1967 | Giochi del Mediterraneo | Tunisi            | 10000 m piani | Oro       | 31'01"6     |                  |
| 1968 | Giochi olimpici         | Città del Messico | 5000 m piani  | Oro       | 14'05"01    |                  |
| 1968 | Giochi olimpici         | Città del Messico | 10000 m piani | Bronzo    | 29'34"2     |                  |
| 1971 | Giochi del Mediterraneo | Smirne            | 5000 m piani  | Argento   | 13'40"8     |                  |
| 1972 | Giochi olimpici         | Monaco            | 5000 m piani  | Argento   | 13'27"33    | Record nazionale |
| 1972 | Giochi olimpici         | Monaco            | 10000 m piani | Finale    | dnf         |                  |

## Campionati nazionali
1968
- Oro ai campionati tunisini di corsa campestre

1971
- Oro ai campionati tunisini di corsa campestre

1975
- Oro ai campionati tunisini di corsa campestre

## Altre competizioni internazionali
1965
- Oro al Challenge Aycaguer ( Lione) - 25'22"

1967
- Oro alla San Silvestro Vallecana ( Madrid), 7 km - 20'23"

1968
- Bronzo al DN Galan ( Stoccolma), 5000 m piani - 13'30"8
- Oro al Cross Internacional Ciudad de Granollers ( Granollers) - 24'38"

1969
- Argento al DN Galan ( Stoccolma), 800 m piani - 1'51"2

1971
- 5º alla San Silvestro Vallecana ( Madrid), 6 km - 17'37"
- 4º al Trofeo Sant'Agata ( Catania)

1975
- 11º al Cross Jean Bouin ( Marsiglia)